# 吉田敏浩
吉田 敏浩（よしだ としひろ、1957年9月11日 - ）は、日本のジャーナリスト。

## 経歴
大分県臼杵市出身。大分県立臼杵高等学校、明治大学文学部卒業。在学中は明治大学探検部に所属。1985年3月から1988年10月まで、ビルマ（現ミャンマー）北部のカチン人などの少数民族を長期取材し、マラリアに感染して生死の境をさまよう。その長期取材の記録をNHK番組「回想のジャングル」で発表。記録をまとめた「森の回廊」を出版し、第27回大宅壮一ノンフィクション賞を受賞した。「赤紙と徴兵」（彩流社）で第2回いける本大賞を受賞。『「日米合同委員会」の研究』で第60回JCJ（日本ジャーナリスト会議）賞を受賞。戦争のできる国に変わるおそれのある日本の現状について主に取材している。各地で講演なども行っている。立教大学大学院21世紀社会デザイン研究科で特任教授をつとめた。早稲田大学大学院政治学研究科ジャーナリズムコースで非常勤講師もつとめた。
妻との間に2男の子供がいる。アジアプレス・インターナショナル所属。神奈川県在住。

## 著書
- 森の回廊　日本放送出版協会、1995年
- 宇宙樹の森　現代書館、1997年
- 北ビルマ、いのちの根をたずねて　めこん　2000年
- 生命の森の人びと　理論社　2001年
- 夫婦が死と向きあうとき　文藝春秋　2002年
- 生と死をめぐる旅へ　現代書館　2003年
- 民間人も「戦地」へ、テロ対策特措法の現実　岩波ブックレット　2003年
- ルポ　戦争協力拒否　岩波新書、2005年
- 反空爆の思想　NHKブックス　2006年
- 密約、日米地位協定と米兵犯罪　毎日新聞社　2010年
- 人を“資源”と呼んでいいのか　現代書館　2010年
- 赤紙と徴兵　彩流社　2011年／ちくま学芸文庫 2024年
- ダイドー・ブガ、北ビルマ・カチン州の天地人原景（写真集）彩流社　2012年
- 沖縄、日本で最も戦場に近い場所　毎日新聞社、2012年
- 検証・法治国家崩壊　砂川裁判と日米密約交渉（共著）創元社　2014年
- 日米合同委員会の研究　謎の権力構造の正体に迫る　創元社　2016年
- 横田空域　日米合同委員会でつくられた空の壁　角川新書　2019年
- 日米戦争同盟　従米構造の真実と日米合同委員会　河出書房新社　2019年
- 日米安保と砂川判決の黒い霧　彩流社　2020年
- 追跡！謎の日米合同委員会　毎日新聞出版　2021年
- 昭和史からの警鐘―松本清張と半藤一利が残したメッセージ　毎日新聞出版　2023年
- ルポ　軍事優先社会　岩波新書　2025年